# Osogovo
Osogovo (em búlgaro: Осогово) é uma montanha no sudoeste da actual Bulgária e Macedónia do Norte. A montanha tem cerca de 100 km de comprimento e cerca de 50 km de largura. A montanha dá o nome da região histórico-geográfica ao seu redor — Osogovia. 
A montanha é uma espécie de centro histórico e geográfico da Península Balcânica. Em sua extremidade nordeste está a cidade de Kyustendil, e em suas encostas ocidentais está o centro de mineração medieval Kratovo. Durante a Idade Média, seis dos mais famosos mosteiros ortodoxos búlgaros apareceram ao redor da montanha — Mosteiro de Ruen, Mosteiro de Granica, Mosteiro de Pčinja, Mosteiro de Lesnovo, Mosteiro de Osogovo e Mosteiro de Psača. Durante a Idade Média, as ricas minas de Osogovo foram desenvolvidas por mineiros saxões conhecidos como Sassi (Saxões da Transilvânia).